# Herbert Mehlhorn
Georg Herbert Mehlhorn, född 24 mars 1903 i Chemnitz, död 30 oktober 1968 i Tübingen, var en tysk promoverad jurist och SS-Oberführer.

## Biografi
Under 1920-talet tillhörde Mehlhorn och bland andra Reinhard Heydrich och Lothar Beutel Organisation Escherich (Orgesch), en paramilitär skyddskår som motsatte sig Entente cordiales intressen i Oberschlesien. Bland annat smugglade och gömde Orgesch vapen i området.
Herbert Mehlhorn studerade rättsvetenskap och nationalekonomi vid universiteten i Göttingen, München och Leipzig. Vid det sistnämnda lärosätet avlade han 1929 juris doktorsexamen efter att ha disputerat på avhandlingen Die Bestimmung der Strafe für die Wilderei. Avhandlingen handlar om hur tjuvjakt har bestraffats genom historien.
År 1931 blev Mehlhorn medlem i Nationalsocialistiska tyska arbetarepartiet (NSDAP) och två år senare i Schutzstaffel (SS) och Sicherheitsdienst (SD), SS:s säkerhetstjänst. Han var verksam inom SD-Hauptamt och blev NSDAP:s officielle jurist i Chemnitz. Den 1 september 1933 blev han ställföreträdande chef för Gestapo i Sachsen. Enligt historikern Catherine Epstein utgjorde Mehlhorn urtypen för en välutbildad, teknokratisk och fanatisk nazist.

### Andra världskriget
Den 31 augusti 1939 iscensatte SD ett angrepp mot den tyska radiostationen i Gleiwitz nära den polska gränsen. Civilklädda tyskar angrep stationen för att få det att se ut som en polsk provokation och ge Tyskland en anledning att invadera Polen. Bland de involverade i denna operation återfanns, förutom Mehlhorn, Hermann Behrends, Otto Rasch, Heinrich Müller och Arthur Nebe.